# 人面組合

勤+綠出版社的《人面組合》

《人面組合》是科幻小說家倪匡的作品之一，衛斯理系列第114，出版日期為1999年6月1日。該部小說故事的發展簡單，與倪匡其他作品中向來曲折離奇的風格不一，是比較另類的一部。

## 故事大綱
衛斯理某天於餐廳中聽到鄰座一位叫胡克強的少年對他的同學講的一個故事：
「數十年前，大師兄飛斧老大因三師弟毒刃三郎弒其師父，於是聯同二師弟玲瓏巧手捕殺毒刃三郎。儘管飛斧老大明知自己暗戀的小師妹深愛毒刃三郎，但為武林除害，飛斧老大與玲瓏巧手堅持不放過毒刃三郎。毒刃三郎逃亡到積沙島，包括小師妹在內，三人都追到積沙島上。這時，毒刃三郎身陷浮沙中，小師妹為救毒刃三郎捉住他的左手希望把他拉離浮沙，反而被毒刃三郎拖進浮沙中。此時飛斧老大來到，究竟飛斧老大會不會協助小師妹救回陷入浮沙的毒刃三郎呢?」
衛斯理聽到這兒後認為故事內容老套之極，已經失去興趣，但奇怪的是故事提及的積沙島，確實是真實存在。而胡克強亦已經說完了他的故事，並賣下了一個關子。幾個月後，戈壁沙漠帶來的模型令衛斯理聯想到「胡克強的故事」，並把這故事向眾人轉告。白素表示這故事提及三師兄弟的名號，小時候從白老大口中聽過，是真有其人。同時，溫寶裕向衛斯理表示胡說的一位親戚曾托他們找衛斯理，卻被他們拒絕，此人正為胡克強。原來，胡克強說的故事並非他自己杜撰，而是他祖父和父親告訴他的真人真事。他來到衛斯理家中，繼續說出之後的故事:
毒刃三郎陷入浮沙而小師妹卻未能拉他出來，飛斧老大此時出現，毒刃三郎竟打算同歸於盡，口中毒刃分別吐向飛斧老大及小師妹。在這一刻，飛斧老大投出飛斧，擋下毒刃三郎的毒刃，並斬斷了毒刃三郎的左手，令小師妹不被他拖進浮沙。未幾，毒刃三郎全身都下沉，不再出現。小師妹雖被飛斧老大救回性命，但因毒刃三郎之死遷怒於飛斧老大，並帶著毒刃三郎的斷手，與二師兄玲瓏巧手離開積沙島。而飛斧老大傷心欲絕，留在積沙島中度過餘生。
自小師妹和玲瓏巧手離開積沙島後，小師妹一直對毒刃三郎念念不忘，並一直把斷手貼在臉上。玲瓏巧手為了討好小師妹，在斷手上塗上防腐劑，令斷手不會腐爛。其後，由於有歐洲工匠欣賞玲瓏巧手的工藝，於是聘請他到比利時工作。小師妹同意限隨玲瓏巧手到外國，故此二人便於比利時居住。
五年後，小師妹突然對玲瓏巧手表示已經忘記毒刃三郎，並願意和玲瓏巧手結婚生子。不久後，小師妹懷孕，但她誕下兒子後就離世。而在她臨終前，她對玲瓏巧手說做了一件對不起他的事。玲瓏巧手不明白，一看剛出生嬰孩的樣子，卻發現他竟與毒刃三郎的外貌全然相同。可是，毒刃三郎已離世九年，根本不可能是小師妹兒子的生父。這件事一直令玲瓏巧手十分困擾和難過，故將兒子的名字改作胡疑。玲瓏巧手雖懷疑胡疑不是自己親子，但仍遵守對小師妹承諾將胡疑撫養成人，亦將他們四師兄妹的故事告訴胡疑，除了胡疑貌似毒刃三郎一事。胡疑二十歲那年，玲瓏巧手病故，胡疑無意中在舊相中看到自己與毒刃三郎的相貌竟然一模一樣，於是展開調查，但一無所獲。而胡疑正是胡克強的父親，而胡克強與父親胡疑一樣，其相貌與毒刃三郎完全相同。到胡克強12歲時，胡疑患上癌症過身，臨終前將此事告訴兒子。胡克強亦無法明白此事，亦由於毒刃三郎的斷手早已不知所縱，而玲瓏巧手的墳墓早年被洪水破壞，他的屍骨亦被洪水沖走，故胡克強不能以近年才出現的DNA技術來驗證自己與哪人有血緣關係，於是找來了衛斯理等人協助。
眾人提出了不少可能，如胡克強和他的好友游宇宙就認為是外星人救了毒刃三郎，又教他隱形術，令他可以與小師妹私通；衛斯理則認為由於玲瓏巧手不通法語，故此小師妹可利用電話和毒刃三郎私通；衛紅綾表示可能是外星人令胡疑的外貌如毒刃三郎。不過，白素則認為眾人的意見都不能成立。比如若毒刃三郎懂得隱身的話，一定會在江湖上無風起浪，而不會只遠赴比利時找小師妹，而且玲瓏巧手對小師妹寸步不離，如毒刃三郎出現一定會有所發現，更重要的是飛斧老大之後一直住在積沙島超過十年，若毒刃三郎陷入浮沙中未死，飛斧老大一定會發現，故毒刃三郎未死之說並不成立。胡疑與胡克強外貌與毒刃三郎一樣必有內情。為了了解真相，就要到比利時一趟。
除了衛斯理認為這是多此一舉外，所有人都支持是次行動，並準備出發。同時，溫寶裕表示胡疑與胡克強的外貌與毒刃三郎不謀而合可能與降頭術有關，因此找來女友何藍絲(下稱藍絲)協助。藍絲表示有一位更適合的降頭師可推薦，因此她也和白素等人到比利時。
白素等人離開香港後，一位叫葫蘆生的降頭師上門找衛斯理，言語間卻向衛斯理提起自己年青時闖蕩江湖的往事，令衛斯理感到非常無聊。然而，在葫蘆生講述自己往事時，透露原來曾與玲瓏巧手和小師妹見過面，毒刃三郎的斷手亦因被他施下的降頭術才能夠長年不腐。而葫蘆生之前亦曾與毒刃三郎有交往，而毒刃三郎又要求他下降頭，使他與他的來生都在閉目時會看到心儀的美人賽觀音，在場的胡克強卻表示未曾在閉目時見過賽觀音。衛斯理提醒葫蘆生胡克強並非毒刃三郎的轉世，只懷疑他是毒刃三郎的後人。葫蘆生醒悟後，表示可利用降頭術找到與胡克強有血緣關係的東西，原來他自己有一種蟲，只要接觸過胡克強，就可以尋找與他有血緣關係的東西，如祖先的遺駭。於是葫蘆生與衛斯理和胡克強立即前往比利時，尋找失蹤多時的毒刃三郎斷手和玲瓏巧手遺骸，亦求證哪人與胡克強有血緣關係。
到達比利時後，衛斯理與葫蘆生先到玲瓏巧手的墳墓附近，結果透過接觸過胡克強的飛蟲，成功找到玲瓏巧手的遺駭，亦證實胡克強以至胡疑確實與玲瓏巧手有血緣關係，但這就更難解釋為何胡疑和胡克強外貌卻與毒刃三郎完全相同。其後，白素致電衛斯理，請他們到一間住宅中。原來，住宅的主人是屬於胡疑出生的那間醫院的院長。白素認為當年小師妹在比利時接觸最多的外人，就只有這位替她接生的院長，故前來調查。此時院長已死，醫院交由兒子盧迪克負責，盧迪克表示父親生前做了不少神秘的醫學研究，但不為醫學界接受，故將不少研究收藏在自己的住宅中。此時葫蘆生的飛蟲有反應，飛上住宅天花的水晶燈上，葫蘆生斷定天花上藏有與胡克強血緣有關的東西，結果在天花板上發現一個標本瓶，收藏著毒刃三郎斷手，以及院長的一封遺書。。
原來院長一直對遺傳因子有破天荒的研究，惟不被當時的醫學界接受。後來小師妹懷孕後來到醫院，成為院長的病人。小師妹就診期間向院長傾吐心事，表示一直恩念已死的毒刃三郎，並向院長展示毒刃三郎的斷手，更表示希望能再見毒刃三郎一眼。院長為達成小師妹願望，從斷手取出毒刃三郎的基因加入小師妹腹中已受精的胚胎中，令其子胡疑除了擁有生父玲瓏巧手基因外，亦有毒刃三郎的基因。同時，由於經過院長對基因的特別處理，也令胡疑和其後裔的外貌永遠和毒刃三郎相同。

## 相關人物
- 衛斯理

書中主角，起初他認為「胡克強的故事」十分老套，因此沒有為意。後來，戈壁沙漠帶來了一隻蒼蠅模型，令他聯想到「胡克強的故事」，帶出了小說的發展。
- 白素

衛斯理太太，由於她的父親曾行走江湖，因此對江湖事非常了解。在小說中，她不時解釋江湖中發生過的事。與過去的小說一樣，白素依然有高超的判斷力，如她否定外星人協助毒刃三郎，又主張要到比利時一趟了解真相，都影響到小說的發展。
- 衛紅綾

衛斯理和白素的女兒，她在小說中的作用不大，只曾對於胡疑的外貌如毒刃三郎提出過幾個意見。
- 溫寶裕

衛斯理的好友，與衛紅綾相同，他也只曾提出了幾個意見，如認為胡疑和胡克強可能受了降頭術的影響。
- 何藍絲

溫寶裕女友，是降頭師之一。她因認為葫蘆生更能協助衛斯理，因而沒有直接參與此事。
- 胡克強

胡疑的兒子，是一位十多歲的青年，他曾表示不願意清楚自己的身世，只是對為何自己與父親的外貌和毒刃三郎這麼相似。同時，他與好友游宇宙同樣是衛斯理小說迷，兩人提出的各種見解都是來自衛斯理的小說橋段。
- 游宇宙

胡克強的好友，雖然他時時在胡克強稱故事時提出質疑，但與胡克強的關係最要好。另一方面，與胡克強同年的游宇宙也是衛斯理小說的支持者，當他親眼見到衛斯理、白素和小寶等人時令他更加相信衛斯理小說的一切。
- 胡疑

胡疑是玲瓏巧手的兒子，他本來對於自己可疑的身世一無所知。在他二十多歲時，玲瓏巧手因癌症行將就木，為免兒子知道太多，企圖燒毀一切文件。可是，在他燒毀文件的前一刻卻突然逝世，令胡疑清楚自己的身世。但不久後看透一切，並將一切都告訴兒子胡克強。
- 玲瓏巧手

玲瓏巧手是二弟子，是一位巧手工匠，曾製作一隻會飛的蒼蠅模型，無人能辨其真偽。其後，他與小師妹到比利時生活，並與小師妹誕下兒子胡疑。可是，胡疑的外貌和毒刃三郎外貌極為相似，使他甚為困擾，因而把兒子命名胡疑。由於他最終都不能放下此事，令他抑鬱成疾，死於癌症。
- 飛斧老大

大師兄，武器是兩把精鋼打造的斧頭，能準確而快捷的擊中目標。據江湖傳說，他曾以飛斧戰勝一位槍手。
由於他知道毒刃三郎弒師，因而與玲瓏巧手捕殺毒刃三郎，並為了救小師妹而斬下毒刃三郎的左手，卻得不到鍾愛的小師妹體諒，因而看破世事，一直隱居於積沙島，不問世事。
- 小師妹

天真活潑的少女，深得大師兄與二師兄的喜愛，但她卻只愛三師兄。三師兄死後的五年，她與二師兄玲瓏巧手結婚生兒。與此同時，她把斷手交給老院長，希望他能令兒子的外貌如毒刃三郎一樣，因此感到有愧於玲瓏巧手。
- 毒刃三郎

為人狠毒之極，為了達到目的，可以不擇手段，如他為了得到心儀已久的賽觀音歡心，曾強迫葫蘆生下降頭，否則就胡亂殺人。最終，他為強迫葫蘆生就範而去弒師，卻令自己遭飛斧老大等追殺，最後死於積沙島中。
- 戈壁、沙漠

兩位出色的科學家和發明家。在小說中，他們只出場一次，他們帶來的蒼蠅模型令衛斯理想起「胡克強的故事」。
- 葫蘆生

七十多歲的降頭師，在十七歲時闖蕩江湖，由於他的降頭術高強，令他在十九歲時就成名，並與白老大、玲瓏巧手等人相識。另外，他的小蟲能按血統尋找親人的位置，令衛斯理等人找到玲瓏巧手的遺骸。
- 老院長

他接受了小師妹的請求，將毒刃三郎的基因放入胎兒中，令到胡疑和胡克強的外貌如毒刃三郎一樣。作為基督徒的他雖然成功令胡疑外貌如毒刃三郎，卻有感自己的行為有違道德。衛斯理則認為他的手術只是過早出現，不然，他根本不用後悔。
- 盧迪克

老院長兒子，他一直希望找到父親留下的文件，因此找白素來幫忙。
- 賽觀音

江湖人物之一，是一位大美人，令不少江湖人物神魂顛倒。然而，江湖中只有白老大一人不受她的外貌吸引，令賽觀音十分欣賞。
- 白老大

白素之父，在小說中只曾對來訪的葫蘆生說過幾句話，他假裝忘記葫蘆生此人，並指出他應該忘記過去。

## 資料來源
以下內容以香港勤十緣出版社作準：
1. ↑  .   [2008-07-23]. （原始内容存档于2019-01-01）.
2. ↑  人面組合 – 第二部份 – P.29-32
3. ↑  人面組合 – 第一部份 – P.4-20
4. ↑  人面組合 – 第二部份 – P.22-27
5. ↑  人面組合 – 第三部份 – P.41-60
6. ↑  人面組合 – 第四部份 –P.61-80
7. ↑  人面組合 – 第五部份 - P.81-101
8. ↑  人面組合 – 第六部份 – P.103-111
9. ↑  人面組合 – 第七部份 -  P.126-144
10. 1 2 3  人面組合 – 第十部份 –P.189-209
11. 1 2  人面組合 – 第五部份 – P.93-98
12. ↑  人面組合 – 第四部份 – P.77
13. ↑  人面組合 – 第八部份 – P.163-164
14. ↑  人面組合 – 第九部份 – P.179-182

| 前任者： 113 移魂怪物 | 衛斯理系列（按編號） 114 | 繼任者： 115 本性難移 |